# Leichtathletik-Weltmeisterschaften 2019/Teilnehmer (Pakistan)
| Gelbes Symbol für Goldmedaillen mit stilisierten Olympischen Ringen | Graues Symbol für Silbermedaillen mit stilisierten Olympischen Ringen | Braundes Symbol für Bronzemedaillen mit stilisierten Olympischen Ringen |
| ------------------------------------------------------------------- | --------------------------------------------------------------------- | ----------------------------------------------------------------------- |
| —                                                                   | —                                                                     | —                                                                       |

Der Leichtathletikverband von Pakistan nahm an den Leichtathletik-Weltmeisterschaften 2019 in Doha teil. Ein Athlet wurde vom pakistanischen Verband nominiert.

## Ergebnisse

### Männer

#### Sprung/Wurf
| Athlet        | Disziplin | Qualifikation | Qualifikation | Finale     | Finale |
| Athlet        | Disziplin | Weite/Höhe    | Platz         | Weite/Höhe | Platz  |
| ------------- | --------- | ------------- | ------------- | ---------- | ------ |
| Arshad Nadeem | Speerwurf | 81,52 m NR    | 16            | DNQ        | DNQ    |